# Klasszikus sertéspestis
A klasszikus sertéspestis a sertések (házi és vaddisznók) erősen fertőző vírusos betegsége.

## Tünetei, kórokozója
Bár a tünetei hasonlóak az afrikai sertéspestiséihez, azt egy másik vírus okozza. 
A kórokozó egy flavivírus, amely rokon a szarvasmarhák vírusos hasmenése és a juhok Border betegsége vírusaival. Ezekkel alkotja a Pestivirus nemzetséget. A vírus meglehetősen ellenáll az alacsony hőmérsékletnek, és szárítási körülmények között akár 20 napig is ellenáll a székletben, a vérben és a szemváladékban; füstölt húsokban, sonkában és pácolt húsokban is megtalálható, akár több hónappal az előállításuk után is.

## Virulencia
A virulencia az egyes vírustörzsek sajátossága; ezek egy része akut és halálos formákat, míg mások krónikus és atipikus formákat váltanak ki. Jelenleg a betegség széles körben elterjedt Afrikában, Ázsiában, Közép- és Dél- Amerikában, valamint Európában. Aggasztó járványcsúcsok vannak Németországban és Hollandiában ; mentes viszont Észak-Amerika, Ausztrália és Japán. A fertőzés történhet az állatok közötti közvetlen érintkezéssel vagy közvetetten, azaz váladékaikkal vagy tárgyaikkal és az általuk szennyezett takarmánnyal. Az állatok általában orális-nazális úton fertőződnek meg.
Akut formában az inkubáció 3-14 napig tarthat. A tüneteket magas láz, depresszió, kiszáradás, kötőhártya-gyulladás, hányás, hasmenés, cianózis, hátulsó végtagbénulás jellemzi. A gazdaságokban a mortalitás elérheti a 100%-ot. A sertéspestisben (akut forma) elhullott sertések tetemét erősen vérzéses kórkép jellemzi. Vemhes kocáknál gyakori a magzat mumifikálásával járó abortusz. Egyes malacok, amelyek méhen belüli életük során megfertőződnek, látszólag egészségesen születhetnek (enyhe növekedési retardációval), és ehelyett állandó vírushordozók lehetnek. A betegség krónikus formái nekrotikus-fekélyes bélgyulladással (jellegzetes „fekélyes gombok” az ileus-vakbél billentyű közelében) jelentkeznek.

## Fordítás
Ez a szócikk részben vagy egészben  a   peste maiale című olasz Wikipédia-szócikk ezen változatának fordításán alapul.  Az eredeti cikk szerkesztőit annak laptörténete sorolja fel. Ez a jelzés csupán a megfogalmazás eredetét és a szerzői jogokat jelzi, nem szolgál a cikkben szereplő információk forrásmegjelöléseként.